# Hotié de Viviane
L’Hotié de Viviane, également dénommé maison de Viviane ou tombeau des Druides est un coffre mégalithique situé à Paimpont, en Ille-et-Vilaine. La légende en a fait la demeure de la fée Viviane, où elle retiendrait l'enchanteur Merlin dans une prison d'air. 

## Historique
Le monument est décrit, dans l'ouvrage de Félix Bellamy, la Forêt de Bréchéliant paru en 1896 : un plan sommaire le décrit comme un coffre constitué de 11 dalles sur chant, de 3 m de long sur 1,10 m large. À l'époque le monument n'a déjà plus de couverture et a été vidé de son contenu. En 1929, Paul Banéat reprend le plan de Bellamy et le décrit comme « une simple fosse de 3 m de longueur sur 1,05 m de largeur et 0,40 à 0,50 m de profondeur, circonscrite par onze pierres dont les plus élevées mesurent de 1,35 m de long sur 1,10 m large ». Le site est déjà un point de repère pour les promeneurs et les élèves officiers du camp voisin Coëtquidan, qui prennent l'habitude d'y laisser des graffitis ou d'y effectuer des petites fouilles superficielles.
Le monument est fouillé en 1982-1983 dans le cadre d'un programme général de sauvetage du Val sans retour.

## Localisation
Le monument est situé au sud-ouest de la forêt de Paimpont, sur la lande de Rauco, surplombant le Val sans retour, dans un petit creux en contrebas d'une ligne de crête s’élevant à 191 m d’altitude là où le sol est assez épais pour y planter des dalles mégalithiques.

## Description

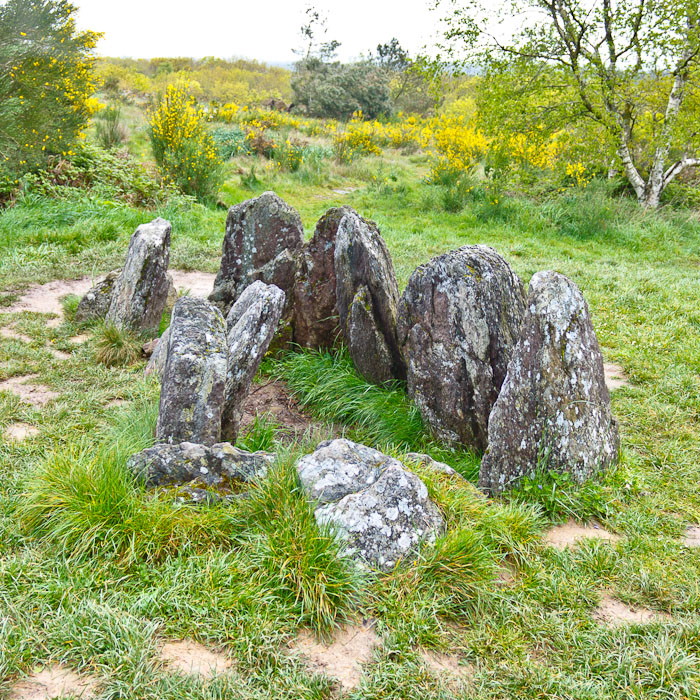
Vue depuis l'est.

Il s'agit d'un des rares coffres sous tumulus dans une région qui compte habituellement des allées couvertes datées de la même période.  Le cairn mesurait 10 m de diamètre sur une hauteur maximum 1 m. Il semble qu'il était plus élevé à l'origine sans pour autant recouvrir totalement le coffre mais s'arrêter à mi-hauteur des dalles. Le cairn est constitué de petites dalles en schiste, avec un rembourrage de petites pierres au centre, le tout ceinturé par une bordure de pierres plus grosses, de 0,60 à 0,80 m de longueur, inclinées de biais à 45° et enfoncées d'une quinzaine de centimètres dans le sol. A l'intérieur du cairn, une deuxième enceinte délimite la partie centrale où le coffre fut construit. Initialement laissé à découvert après les fouilles, le cairn fut de nouveau ré-enterré pour le protéger des dégradations résultant de la fréquentation du site.
Le coffre proprement dit est constitué de 12 dalles en schiste rouge d'origine locale enfoncées dans le sol sur 0,50 m de profondeur et bloquées par un calage de pierres. La chambre funéraire mesure 2,90 m de long sur 1,10 à 1,60 m de large et ne dépassant pas 1,40 m de haut. La dalle de l'angle nord-est est plus basse que les autres dalles, elle pourrait correspondre à une dalle amovible faisant office de porte. La plus grande dalle du côté ouest comporte des cupules sur sa face extérieure mais elles pourraient être d'origine naturelle (après disparition de petits nodules). Le mode de couverture est inconnu mais le coffre devait être recouvert par d'autres dalles désormais disparues.

## Mobilier archéologique
Le coffre a probablement été vidé au XIXe siècle et un petit monticule de terre découvert contre la paroi nord pourrait correspondre aux déblais de ces fouilles. Les fouilleurs y ont découvert quelques tessons de poterie assez grossière, des fragments d'une poterie similaire ayant été recueillis dans les angles intérieurs de la chambre. Un talon de hache polie en dolérite a également été découvert dans l'angle nord-ouest de la chambre. La fouille du cairn a livré un mobilier archéologique beaucoup plus abondant :
| Silex | Outils                                                                                       | Éléments de parure                                                                                 | Céramique                                                          |
| --- | -------------------------------------------------------------------------------------------- | -------------------------------------------------------------------------------------------------- | ------------------------------------------------------------------ |
| - 1 pointe de flèche à tranchant transversal - 1 pointe de flèche à pédoncule et ailerons - 1 grattoir en silex noir - éclats de silex de mauvaise qualité | - 2 haches polies en dolérite - fragments de meule en poudingue de Montfort, grès et granite | - galets de rivière polis - pendeloque en grès - 1 perle globuleuse - 1 fragment de perle discoïde | - nombreux fragments d'une poterie à gros dégraissant et fond plat |

L'ensemble a été daté entre 3 500 et 2 500 av. J.-C.. La datation par le carbone 14 de charbons de bois retrouvé sur place a affiné l'estimation entre 3 355 et 2 890 av. J.-C. 
Le site a pu servir d'habitat provisoire ou permanent avant la construction du coffre. Un petit atelier de taille de silex a été retrouvé à l'ouest du cairn.

## Légende
Au fil du temps, le nom de « tombeau des druides »,,, lié au légendaire gaulois, a été supplanté par celui d'« Hotié de Viviane » car il aurait été, selon la légende, le refuge de la fée Viviane. Comme pour la plupart des toponymes légendaires de la forêt de Paimpont, c'est au celtomane Blanchard de la Musse que l'on doit d'avoir lié ce lieu aux légendes arthuriennes. Cette affirmation fut reprise plus tard par Félix Bellamy et de nombreux auteurs comme Pierre Saintyves et Jean Markale.
La légende en fait la demeure de la fée Viviane, où elle retiendrait l'enchanteur Merlin dans une prison d'air. Une autre légende l'assimile à l'esplumoir Merlin. Lorsque la localisation du Val sans retour est déplacée dans le val de Rauco en 1850, le site mégalithique proche de la vallée de Gurvant prend le nom d’Hotié de Viviane qui est parfois assimilé au tombeau de Viviane,. Auparavant, ce tombeau était localisé à proximité du Tombeau de Merlin et de la première localisation du Val sans retour dans la vallée de la Marette.